# Mauro Bosco
Mauro Bosco (eigentlich Giuseppe Bosco; * 12. Mai 1938 in Turin) ist ein italienischer Schauspieler.

## Leben
Bosco besuchte die Accademia d'Arte Drammatica und arbeitete zwei Spielzeiten ab 1962 unter Orazio Costa. Zu Beginn seines dritten Ausbildungsjahres verließ der großgewachsene, schlanke Darsteller die Akademie jedoch, um das Angebot der RAI annehmen zu können, an der Sendung I nuovi teilnehmen zu können, wobei er sich gegen 7000 Kandidaten durchgesetzt hatte. In den Folgejahren war er in einigen bemerkenswerten Fernsehfilmen zu sehen, so in Anton Giulio Majanos Breve gloria di Mister Miffin (1967) sowie in Episoden wie Stasera Fernandel von Camillo Mastrocinque. Auch in den 1990er Jahren war er auf dem Bildschirm erfolgreich. Seine Filmkarriere dagegen blieb übersichtlich; wenige Rollen in kaum aufgefallenen Filmen lassen diesen Bereich seiner Arbeit verblassen. Auf der Bühne spielte er eine Italientournee und dem Festival Quareretaro in Mexiko, neben Sylva Koscina und Paolo Carlini in Biondissimamente tua im Jahr 1975 sowie Klassiker von Artaud und Shakespeare. Umfangreichere Tätigkeiten übte er als Synchronsprecher aus.

## Filmografie (Auswahl)
- 1964: Biblioteca di Studio Uno: I tre moschettieri (Fernsehfilm)
- 1967: Ein Halleluja für Django (La più grande rapina del West)
- 1970: Drei Halunken und ein Halleluja (Roy Colt & Winchester Jack)
- 2009: Enrico Mattei - L'uomo che guardava il futuro (Fernsehfilm)